# バトゥイラ海峡
バトゥイラ海峡（バトゥイラかいきょう、Vatu-i-Ra Channel）は、南太平洋フィジーの首都スバがあるフィジーで一番大きいビティレブ島と、二番目に大きいバヌアレブ島との間にある海峡である。最深部は618mである。海峡の西は太平洋、東はフィジーの内海コロ海である。